# La Dépêche de Rouen et de Normandie
La Dépêche de Rouen et de Normandie est un ancien journal quotidien régional de la presse écrite française, dont le siège se trouvait à Rouen (Seine-Inférieure).

## Historique
Ce journal radical remplace Le Petit Rouennais qui avait été fondé par Lucien Dautresme, Richard Waddington et Charles Besselièvre. Le publiciste Ernest Morel (1854-1918) qui en avait été gérant (1892-1903) devient le rédacteur en chef.
Le philosophe Alain y publiera des chroniques hebdomadaires de 1903 à 1906 puis quotidiennes de 1906 à 1914.